# Masvingo
Masvingo (fostul Fort Victoria) este un oraș cu un număr de 69.993 locuitori, din sud-estul statului african Zimbabwe, capitala regiunii cu același nume. Orașul este situat la ca. 28 de km de orașul vechi Great Zimbabwe în apropiere de parcul național al lacului Mutirikwi, fiind capătul liniei ferate ce vine de la Gweru.

## Persoane cunoscute din Masvingo
- Robert Mugabe, n. 1924 in Masvingo
- Victor Mavedzenge (n. 1974 in Masvingo)